# Cort Wagner
Pas d'image ? Cliquez ici
Cort Wagner, né le 28 janvier 1965, est un pilote automobile américain engagé en American Le Mans Series et Rolex Sports Car Series.
Il possède la particularité d'avoir remporté dans la catégorie GT toutes les trois principales courses d'endurance américaine en 1999 : 24 Heures de Daytona, 12 Heures de Sebring et Petit Le Mans 1999.

## Palmarès
- Ferrari Challenge
  - Vainqueur du premier championnat nord-américain en 1994

- United States Road Racing Championship
  - Champion dans la catégorie GT3 en 1999

- American Le Mans Series
  - Champion dans la catégorie GT en 1999
  - Victoires dans la catégorie GT à Mosport, Portland, Las Vegas, aux 12 Heures de Sebring et Petit Le Mans 1999 en 1999

- Rolex Sports Car Series
  - Champion dans la catégorie GT en 2002 et 2003
  - Victoires dans la catégorie GT aux 24 Heures de Daytona en 1999

- Vainqueur de la Porsche Cup en 1999

## Résultats aux 24 Heures du Mans
| Année | Voiture               | Équipe                                             | Équipiers                     | Résultat |
| ----- | --------------------- | -------------------------------------------------- | ----------------------------- | -------- |
| 2000  | Porsche 911 GT3-RSR   | Michael Colucci Racing                             | Shane Lewis / Bob Mazzuoccola | Abandon  |
| 2001  | Callaway C12-R        | Aspen Knolls Racing / Michael Colucci Racing (MCR) | Bob Mazzuoccola / Vic Rice    | Abandon  |
| 2002  | Ferrari 360 Modena GT | JMB Racing                                         | Sam Hancock / Martin Short    | Abandon  |